# Hranovnica
Hranovnica (deutsch Grenitz oder Gränitz; ungarisch Szepesvéghely, bis 1892 Grénic) ist eine Gemeinde im Okres Poprad innerhalb des Prešovský kraj in der Slowakei.

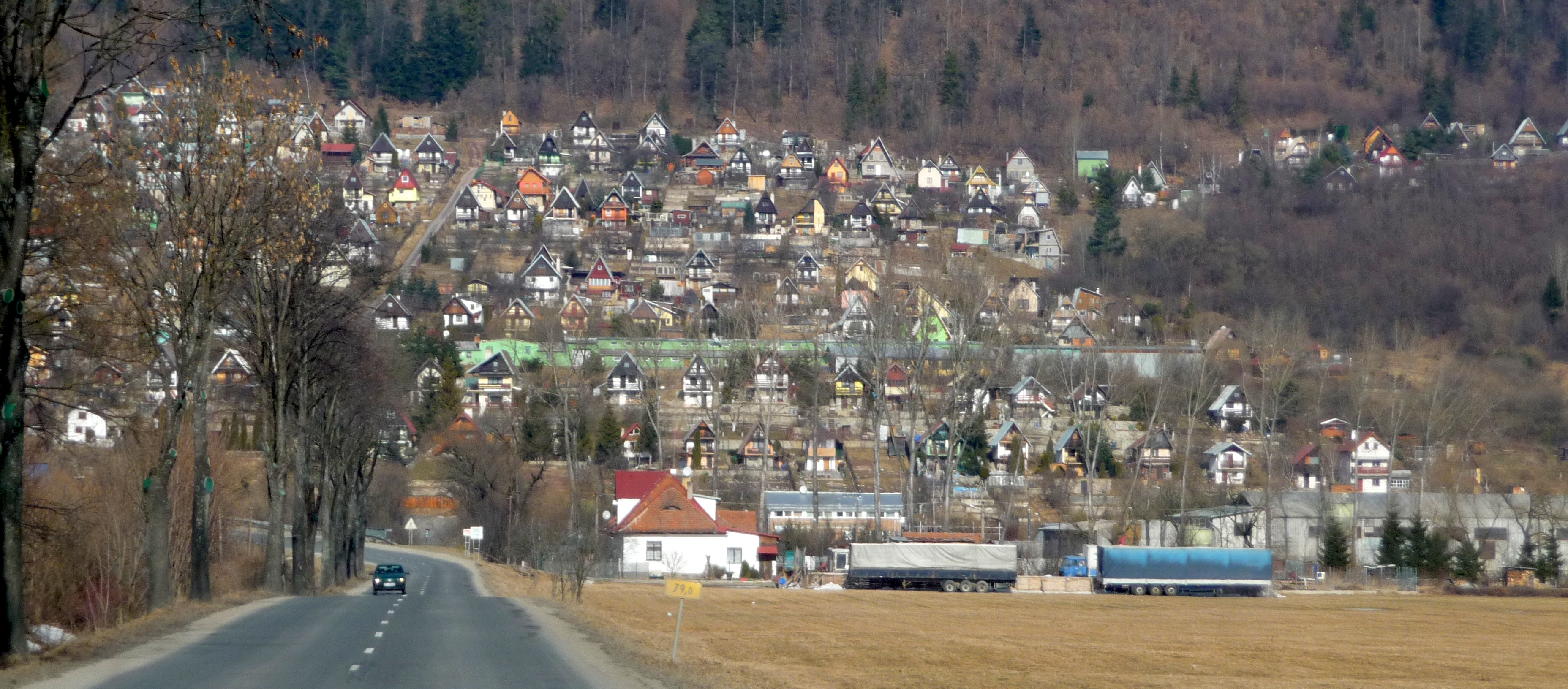
Hranovnica

## Geographie
Der Ort liegt im Tal des Flusses Hornád am Bach Vernársky potok, der nördlich in den Hornád mündet. Hranovnica befindet sich zwischen den Gebirgen Kozie chrbty im Norden und Niedere Tatra und Slowakisches Paradies im Süden. Der Ortskern befindet sich auf der Höhe von 613 m n.m. Poprad ist 10 km nach Norden und Spišská Nová Ves ist 27 km nach Südosten entfernt. 

## Geschichte
Hranovnica wurde zum ersten Mal 1294 als Granich erwähnt. Der Name ist wohl vom slawischen Wort granica (= Grenze) abgeleitet, wahrscheinlich wegen seiner Lage an der Grenze der Komitate Zips und Gemer. Im Mittelalter gehörte sie den Zisterzienser-Orden, der im Kloster Spišský Štiavnik ansässig war. Neben der Landwirtschaft wurde in dieser Zeit auch Bergbau betrieben. In den Jahren 1776–1945 war der Ort im Eigentum des Bistums Zips.
Heute sind die Haupteinnahmequellen Landwirtschaft- und Dienstleistungssektor, der sich dank der Nähe der Nationalparks Niedere Tatra und Slowakisches Paradies entwickelt hat.

## Bevölkerung
| Jahr                | 1994 | 2004     | 2014     | 2024    |
| ------------------- | ---- | -------- | -------- | ------- |
| Anzahl der Personen | 2201 | 2570     | 2998     | 3248    |
| Unterschied         |      | +16,76 % | +16,65 % | +8,33 % |

| Jahr                | 2023 | 2024    |
| ------------------- | ---- | ------- |
| Anzahl der Personen | 3226 | 3248    |
| Unterschied         |      | +0,68 % |